# Посолство на Полша в София
Посолството на Полша в София (на полски: Ambasada Polskiej w Sofii) е официална дипломатическа мисия на Полша в столицата на България – София. От 6 юни 2019 г. мисията се ръководи от посланик Мачей Шимански.
През 2019 г. в Полския институт в София е представен I том от книгата „Посолството на Република Полша в София в периода /1919-1941/“, издадена през 2017 г. от издателство „Колбис“, София. Нейни автори са Петко Мангачев и Виктор Анчев.

## Структура
- Политико-икономически отдел
- Консулски отдел
- Административно-финансов отдел
- Полски институт